# Még mindig Bír-lak
A Még mindig Bír-lak (eredeti cím: Fuller House) 2016-ban bemutatott amerikai szitkomsorozat, a Bír-lak című műsor folytatása. A sorozat alkotója Jeff Franklin, a történet pedig az eredeti sorozat gyerekszereplőinek immár felnőtt életébe enged betekintést. A főszereplők közt megtalálható Candace Cameron Bure, Jodie Sweetin, Andrea Barber, Michael Campion és Elias Harger.
A sorozat első évada 2016. február 26-án került fel a Netflixre, az utolsó évad második fele pedig 2020. június 2-án jelent meg.

## Cselekmény
A sorozat az eredeti Bír-lakban szereplő otthonban játszódik, ahol a már felnőtt D.J. Tanner-Fuller lakik. A megözvegyült D.J. állatorvosként dolgozik és próbálja nevelni három gyerekét Jackson-t, Max-et és Tommy-t, ami nem egyszerű feladat neki. Segítségére siet azonban az egyik húga, Stephanie és a legjobb barátnője Kimmy és a lánya Ramóna, akik be is költöznek a házba.

## Szereplők
| Szereplő                                       | Színész                         | Magyar hang |
| ---------------------------------------------- | ------------------------------- | ----------- |
| D.J. Tanner-Fuller                             | Candace Cameron Bure            |             |
| Stephanie Tanner                               | Jodie Sweetin                   |             |
| Kimmy Gibbler                                  | Andrea Barber                   |             |
| Jackson Fuller                                 | Michael Campion                 |             |
| Max Fuller                                     | Elias Harger                    |             |
| Ramona Gibbler                                 | Soni Nicole Bringas             |             |
| Tommy Fuller                                   | Dashiell Messitt, Fox Messitt   |             |
| Fernando Hernandez-Guerrero-Fernandez-Guerrero | Juan Pablo Di Pace              |             |
| Steve Hale                                     | Scott Weinger                   |             |
| Matt Harmon                                    | John Brotherton                 |             |
| Lola Wong                                      | Ashley Liao                     |             |
| Jimmy Gibbler                                  | Adam Hagenbuch                  |             |
| Danielle Jo Tanner-Gibbler                     | Leda Hoepfner, Julian Gooberman |             |

## Epizódok
| Évad | Évad | Részek száma | Részek száma | Eredeti sugárzás     | Eredeti sugárzás   | Eredeti adó |
| Évad | Évad | Részek száma | Részek száma | Évadbemutató         | Évadzáró           | Eredeti adó |
| ---- | ---- | ------------ | ------------ | -------------------- | ------------------ | ----------- |
|      | 1.   | 13           | 13           | 2016. február 23.    | 2016. február 23.  | Netflix     |
|      | 2.   | 13           | 13           | 2016. december 9.    | 2016. december 9.  | Netflix     |
|      | 3.   | 18           | 18           | 2017. szeptember 22. | 2017. december 22. | Netflix     |
|      | 4.   | 13           | 13           | 2018. december 14.   | 2018. december 14. | Netflix     |
|      | 5.   | 18           | 18           | 2019. december 6.    | 2020. június 2.    | Netflix     |

## Díjak és jelölések
| Év   | Díj                             | Kategória                              | Jelölt                                                          | Eredmény | Forrás |
| ---- | ------------------------------- | -------------------------------------- | --------------------------------------------------------------- | -------- | ------ |
| 2016 | Teen Choice Awards              | Legjobb vígjátéksorozat                | Még mindig Bír-lak                                              | Elnyerte | [ 1 ]  |
| 2017 | People's Choice Awards          | Kedvenc prémium vígjátéksorozat        | Még mindig Bír-lak                                              | Elnyerte | [ 2 ]  |
| 2017 | Nickelodeon Kids’ Choice Awards | Kedvenc családi tévésorozat            | Még mindig Bír-lak                                              | Elnyerte | [ 3 ]  |
| 2018 | Nickelodeon Kids’ Choice Awards | Kedvenc tévésorozat                    | Még mindig Bír-lak                                              | Jelölve  | [ 4 ]  |
| 2018 | Teen Choice Awards              | Legjobb vígjátéksorozat                | Még mindig Bír-lak                                              | Jelölve  | [ 5 ]  |
| 2018 | Primetime Emmy Awards           | Kiemelkedő gyerekműsor                 | Még mindig Bír-lak                                              | Jelölve  | [ 6 ]  |
| 2019 | Producers Guild Awards          | Kiemelkedő gyerekműsor                 | Még mindig Bír-lak                                              | Jelölve  | [ 7 ]  |
| 2019 | GLAAD Awards                    | Kiemelkedően egyedi sorozatepizód      | "Prom"                                                          | Jelölve  | [ 8 ]  |
| 2019 | Nickelodeon Kids’ Choice Awards | Kedvenc tévésorozat                    | Még mindig Bír-lak                                              | Elnyerte | [ 9 ]  |
| 2019 | Teen Choice Awards              | Legjobb vígjátéksorozat                | Még mindig Bír-lak                                              | Jelölve  | [ 10 ] |
| 2020 | Casting Society of America      | Legjobb gyerekműsor vagy bevezető rész | Alexis Frank Koczara, Christine Smith Shevchenko, Gianna Butler | Jelölve  | [ 11 ] |
| 2020 | Nickelodeon Kids’ Choice Awards | Kedvenc családi tévésorozat            | Még mindig Bír-lak                                              | Jelölve  | [ 12 ] |